# السهام ثلاثية الألوان
فريق السهام ثلاثية الالوان، (بالإيطالية: Frecce Tricolori)‏ هو فريق استعراض البهلواني من القوات الجوية الإيطالية، المتمركزة في قاعدة سلاح الجو Rivolto ، مقاطعة أوديني، في شمال شرق المنطقة الإيطالية من فريولي فينيتسيا جوليا. تم تشكيلها في عام 1961 كفريق للقوات الجوية، لتحل محل الفرق غير الرسمية التي كانت برعاية مختلف الأوامر بحلول نهاية العشرينات.

## الفريق
يحلق الفريق في طائرة إرماتشي إم بي-339 ، وهي طائرة تدريب مقاتلة ذات مقعدين قادرة على الوصول إلى 898 كم / ساعة على مستوى سطح البحر.
مع وجود عشر طائرات، تسعة في التدريب وعازفة منفردة، فهي أكبر دوريات في العالم، كما أن جدول رحلاتها، الذي يضم حوالي عشرين من الألعاب البهلوانية وحوالي نصف ساعة، جعلها مشهورة للغاية.

## معرض صور

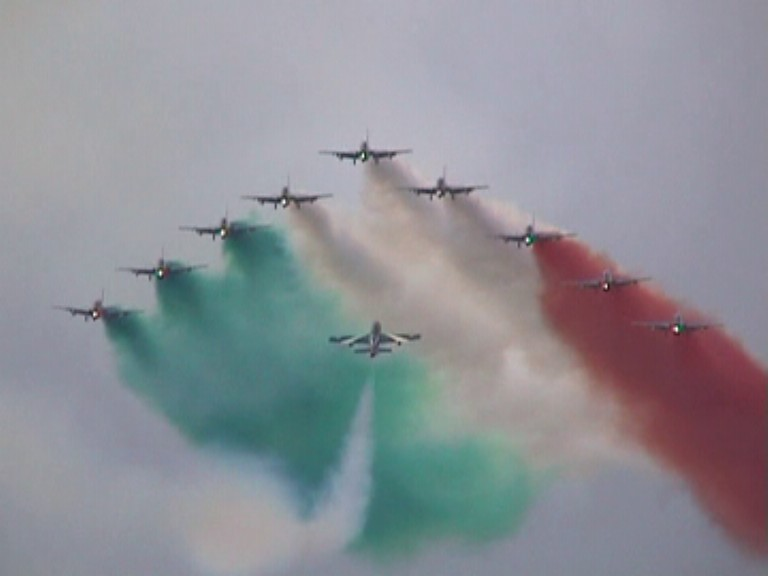
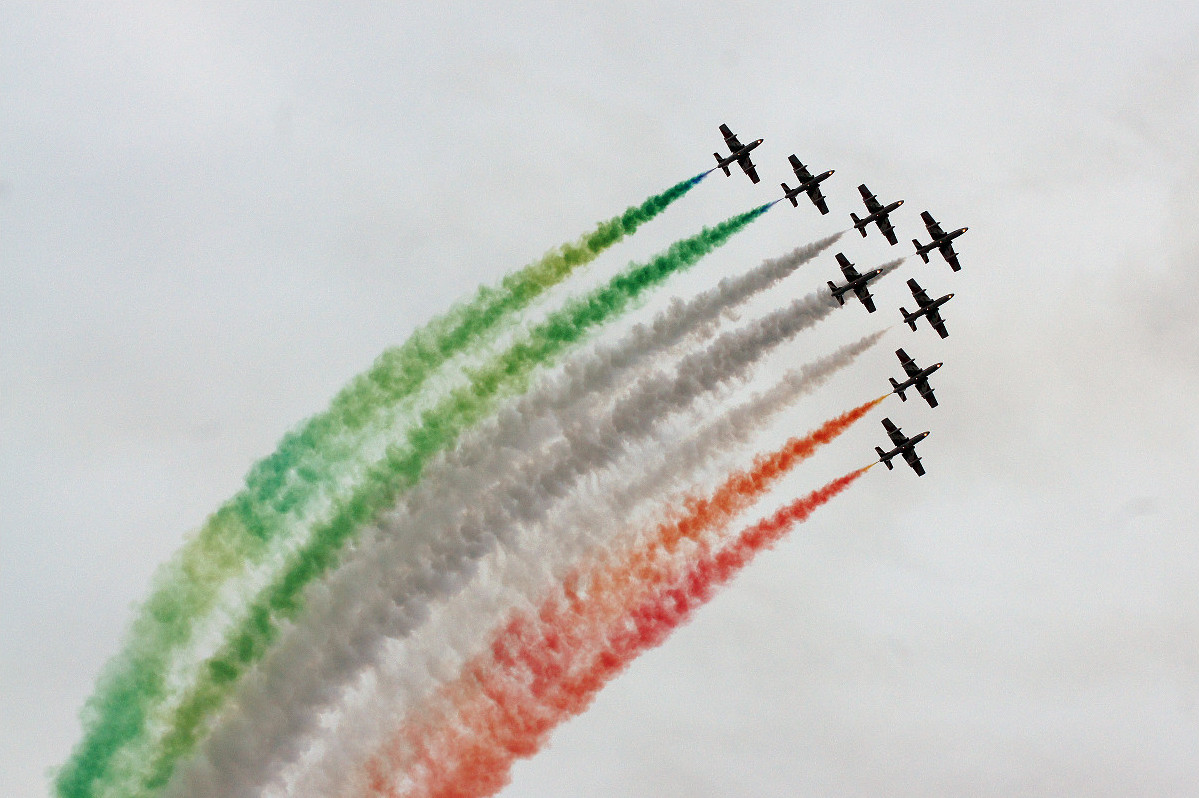
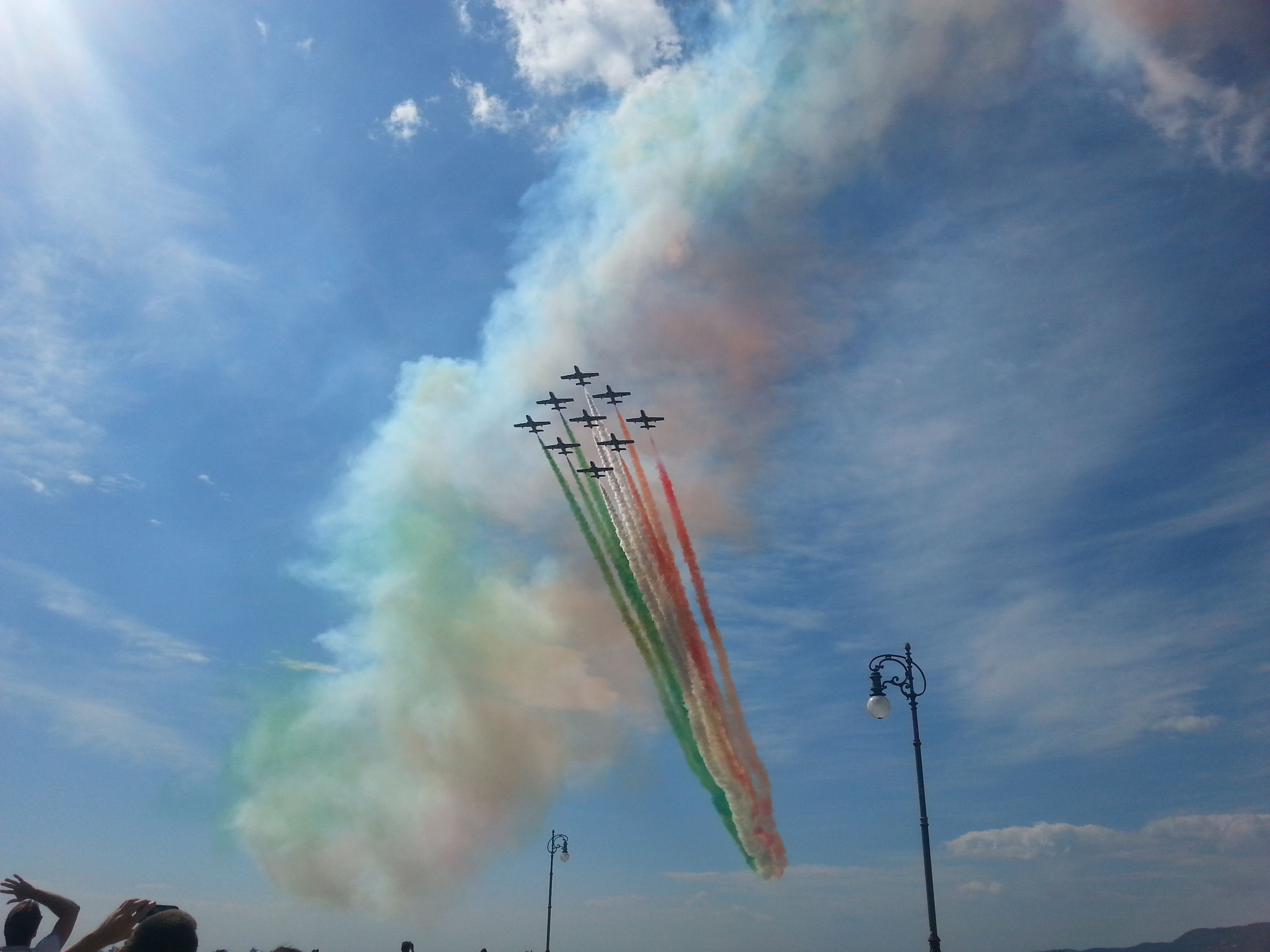
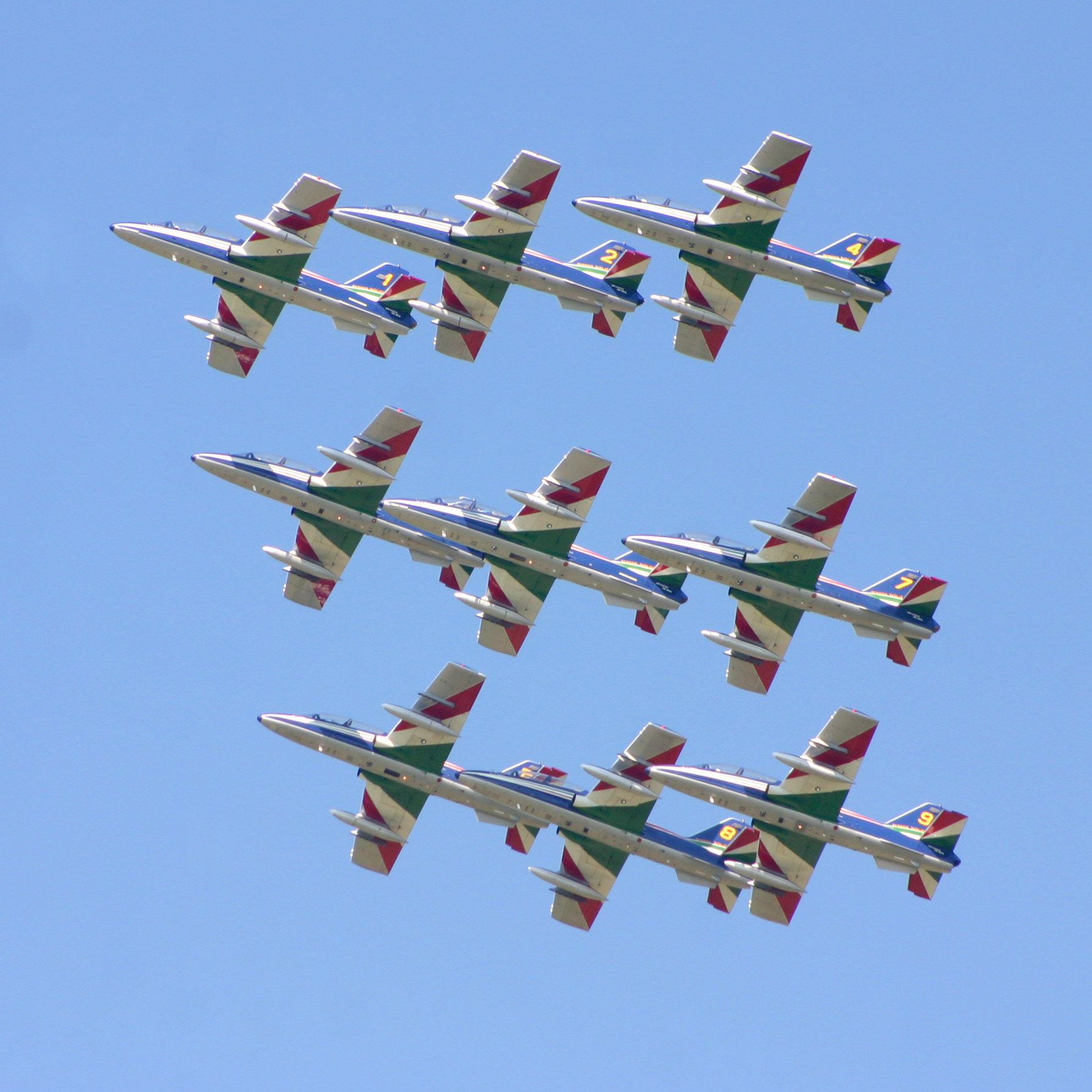
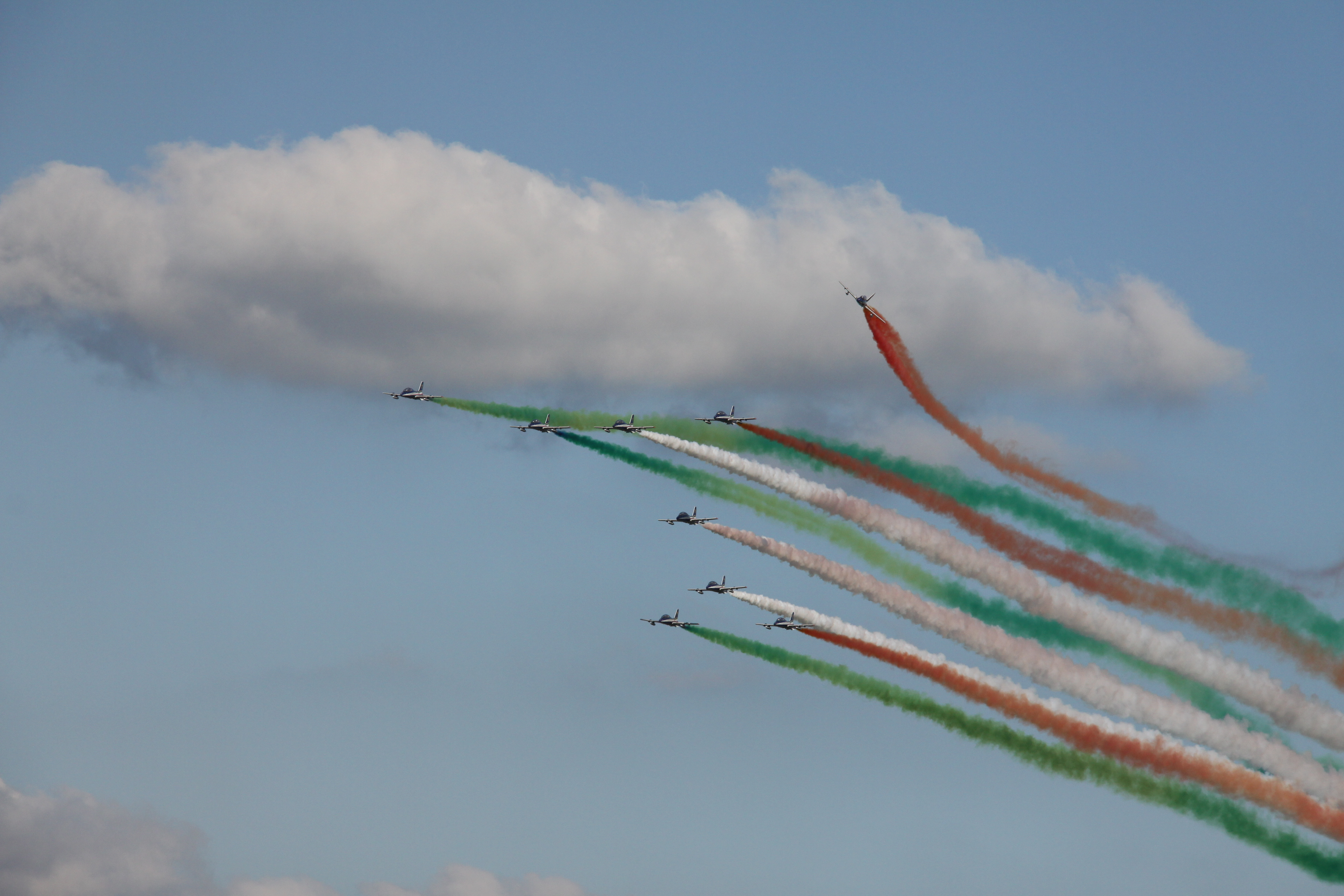
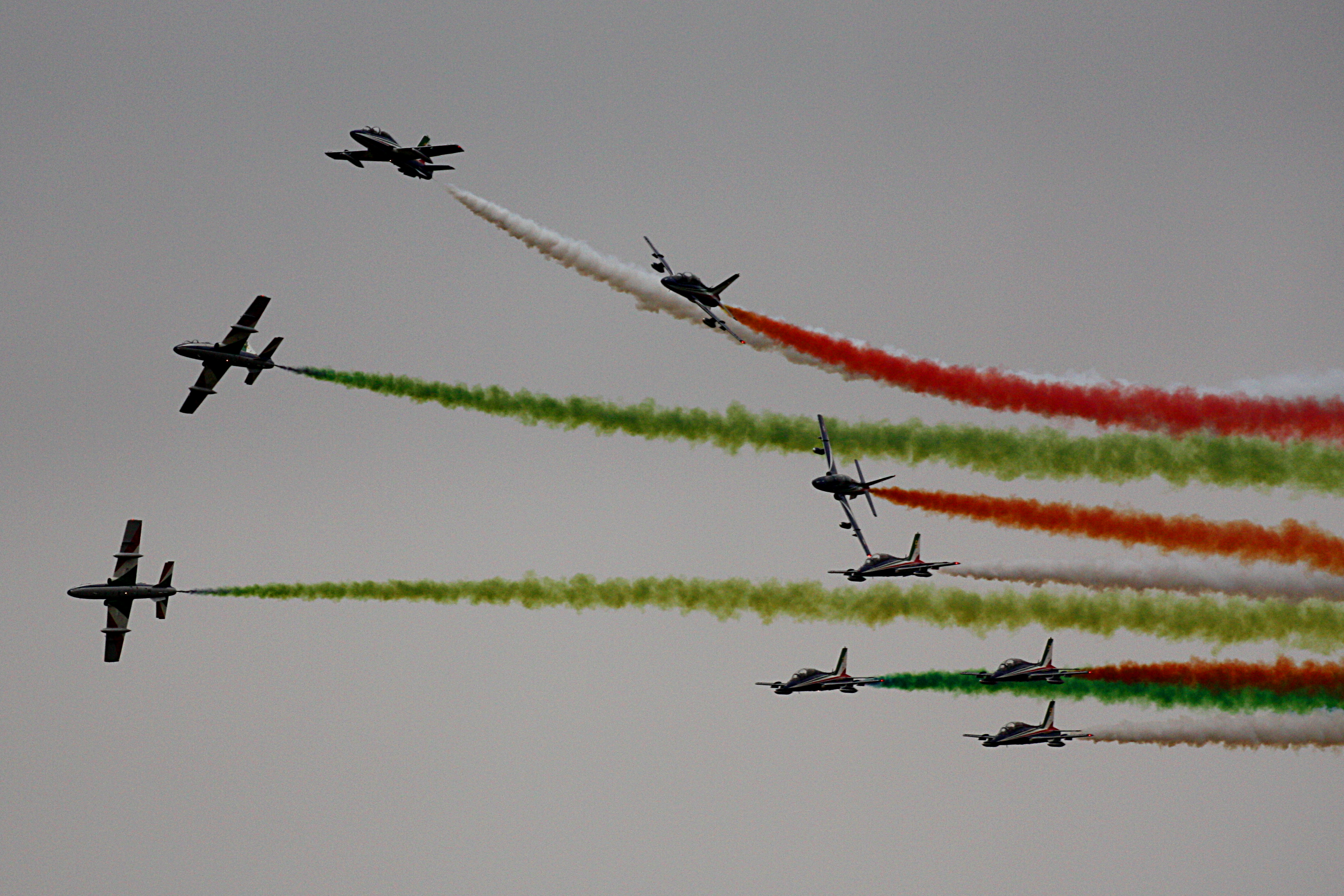